# Webové tlačítko
Webové tlačítko (anglicky web button) je grafický ovládací prvek (widget) běžně používaný ve Webdesignu. Webové tlačítko zpravidla odkazuje na určitou tematickou oblast stránek, jejíž popisný text je obsažen v tlačítku. Webové tlačítko tvoří obrázkový HTML odkaz. S pomocí webových tlačítek je často realizována základní navigace stránek. Webová tlačítka jsou zpravidla sdružována do menu:
- Vodorovné tlačítkové menu je označováno jako Navbar – navigační lišta.
- Svisle sdružená tlačítka pak představují běžné menu či Popup menu.

Jako grafický souborový formát je nejčastěji používán PNG, GIF, JPEG.

## Vícestavová tlačítka
Vícestavová tlačítka (Multi-state button) jsou tlačítka, která mění svou podobu v závislosti na vzniklé události či trvajícím stavu. Tlačítko může mít kupříkladu jinou podobu v pasivním stavu, jinou ve stavu kdy nad tlačítko najede myš a jinou kdy uživatel na tlačítko klikne. Vícestavová tlačítka jsou realizována množinou samostatných grafických souborů (obrázků), přičemž je pro příslušnou událost (stav) zobrazen právě jeden obrázek. Záměna obrázků se provádí zpravidla pomocí DHTML technik a to zejména pomocí skriptovacího jazyka JavaScript. Efekt změny vzhledu tlačítka při vzniku události, zejména při najetí myši, se nazývá Roll-over efekt.

## Vytváření tlačítek
Vytvářet tlačítka je možné:
1. Pomocí univerzálních grafických programů, např. Photoshop, PaintShop Pro, Corel Draw. Tento přístup vyžaduje značnou znalost a praxi v ovládání těchto programů a zejména znalost technik a postupů, kterými lze docílit namalování požadovaného tlačítka.
2. Specializovaným programem, který sám vytvoří tlačítko zpravidla na základě zvolené šablony. Uživatel v takovém případě pouze zadává požadované parametry tlačítka, jako: výška, šířka, barva, typ písma, atd. Program sám na základě zadaných vlastností vytvoří požadované tlačítko. Tyto specializované programy mají zpravidla podporu pro vícestavová tlačítka. Některé programy pak pomohou se sestavením základní HTML stránky a JavaScript kódem, který zajišťuje Roll-over efekt. Špičkové programy pak umožní dokonce vytváření animovaných tlačítek ve formátu GIF. Mezi takové programy patří například program Agama Web Buttons. Většina těchto programů, označovaných jako Button Maker, spadá do kategorie WYSIWYG aplikací.